# Clearcut
Clearcut é um filme de suspense dramático canadense de 1991, estrelado por Graham Greene, Floyd Red Crow Westerman e Ron Lea, e dirigido por Ryszard Bugajksi.

## Sinopse
Quando um advogado, Peter Maguire, perde a apelação que poderia parar com o desmatamento nas terras de uma tribo americana, Arthur, um militante indígena, o leva até o interior da floresta. Peter então dá idéias sobre como os trabalhadores da companhia madeireira deveriam ser punidos, e Arthur as executa, agredindo-os da mesma maneira que estes agrediram a floresta.

## Elenco
- Graham Greene .... Arthur
- Ron Lea.... Peter Maguire
- Michael Hogan .... Bud Rickets
- Tom Jackson.... Tom Starblanket
- Rebecca Jenkins .... Louise
- Raoul Trujillo .... Eugene
- Floyd Red Crow Westerman .... Wilf